# Anden græske republik
Den anden græske republik den almindelige betegnelse for det politiske system, der indførtes i Grækenland i 1924 og som varede frem til 1935.

## Græsk-tyrkiske krig
Efter at Grækenland havde tabt den Græsk-tyrkiske krig (1919 – 1922) blev kong Konstantin 1. afsat. Sønnen Georg 2. overtog regeringen, men han måtte give op allerede i december 1923. Republikken blev udråbt den 25. marts 1924.

## Præsidenter
Den anden græske republik fik tre præsidenter:
- 1924 – 1926: Pavlos Kountouriotis, flådeofficer
- 1926: Theodoros Pangalos (general)
- 1926 – 1929: Pavlos Kountouriotis, anden gang
- 1929 – 1935: Alexandros Zaimis, politiker

## Monarki
I 1935 blev republikken afskaffet ved et militærkup. Den 3. december 1935 vendte kong Georg 2. tilbage.
39°N 22°Ø / 39°N 22°Ø